# مالی مگوایرز (فیلم)
مالی مگوایرز (به انگلیسی: The Molly Maguires) فیلمی محصول سال ۱۹۷۰ و به کارگردانی مارتین ریت است. در این فیلم بازیگرانی همچون شان کانری، ریچارد هریس، سامانتا اگار، فرانک فینلی، آنتونی زربی، بتل لسلی و مالاچی مک‌کورت ایفای نقش کرده‌اند.